# شهرستان فرستون (تگزاس)
شهرستان فرستون، تگزاس (به انگلیسی: Freestone County, Texas) یک سکونتگاه مسکونی در ایالات متحده آمریکا است که در تگزاس واقع شده‌است.

## خصوصیات
شهرستان فرستون ۲٬۳۱۰٫۲۸ کیلومترمربع مساحت دارد.